# Jane Martens
Jane Martens (* 6. Juli 1999 in Varel) ist eine deutsche Handballspielerin, die für den deutschen Bundesligisten VfL Oldenburg aufläuft.

## Karriere
Martens begann das Handballspielen bei der SVE Wiefelstede und wechselte 2012 in die C-Jugend des VfL Oldenburg. Hier erhielt sie bereits in der A-Jugend Spielzeit mit der 2. Mannschaft in der 3. Liga. Am 15. Februar 2017 stand sie im Spiel gegen den Thüringer HC zum ersten Mal im Kader der Bundesligamannschaft und konnte ihr erstes Tor in der Bundesliga erzielen. Mittlerweile gehört sie fest zum Kader des Bundesligateams, mit dem sie 2022 im Finale des DHB-Pokals stand. In der Saison 2022/23 spielte sie mit dem VfL in der EHF European League. Hier konnte sie acht Tore erzielen, schied jedoch in der 3. Runde aus.